# Poznič
Poznič je priimek več znanih Slovencev:
- Andrej Poznič, prevajalec
- Andrej Poznič, novinar
- Andrej Marko Poznič, dr. teol., duhovnik
- Franc Poznič (1935-2022), filozof in ekonomist
- Igor Poznič (*1967), nogometaš
- Zoran Poznič (*1959), kipar in politik